# Brosimum utile
Brosimum utile (Kunth) Oken, noto come albero del latte, è un albero della famiglia delle Moraceae, originario dell'America centrale e del Sud America, dal cui fusto, per incisione, si ottengono un latte dolce e una cera.

## Distribuzione e habitat
La specie è presente in Costa Rica, Honduras, Panama, Guyana francese, Venezuela, Perù, Brasile, Bolivia, Colombia ed Ecuador.